# Вермас
Вермас (Вирма) — озеро на территории Кривопорожского сельского поселения Кемского района Республики Карелии.

## Общие сведения
Площадь озера — 3,6 км², площадь водосборного бассейна — 48,7 км². Располагается на высоте 107,2 метров над уровнем моря.
Форма озера лопастная, продолговатая: оно более чем на четыре километра вытянуто с северо-запада на юго-восток. Берега изрезанные, каменисто-песчаные, местами заболоченные.
Через озеро протекает Вермасручей, впадающий в реку Среднюю Охту. Последняя впадает в реку Кемь.
В озере расположены два небольших безымянных острова.
Вдоль юго-западного берега озера проходит лесовозная дорога.
Код объекта в государственном водном реестре — 02020001011102000006547.